# هنريكي تيكسيرا لوت
هنريكي تيكسيرا لوت هو سياسي برازيلي، ولد في 16 نوفمبر 1894 في Antônio Carlos, Minas Gerais ‏ في البرازيل، وتوفي في 19 مايو 1984 في ريو دي جانيرو في البرازيل.

## وصلات خارجية
- هنريكي تيكسيرا لوت على موقع الموسوعة البريطانية (الإنجليزية)
- هنريكي تيكسيرا لوت على موقع مونزينجر (الألمانية)